# Semiothisa liquata
Semiothisa liquata är en fjärilsart som beskrevs av W. Warren 1906. Semiothisa liquata ingår i släktet Semiothisa och familjen mätare. Inga underarter finns listade i Catalogue of Life.